# Wabu-eup
Wabu-eup (koreanska: 와부읍) är en köping i kommunen Namyangju i  provinsen Gyeonggi i den norra delen av Sydkorea, 21 km nordost om huvudstaden Seoul.